# Sueño Latino
I Sueño Latino sono stati un gruppo musicale italiano di genere Italo house.

## Storia
L'omonimo singolo dei Sueño Latino, prodotto nel 1989 a Bologna da Riccardo Persi, Claudio Collino e Andrea Gemolotto, ruota intorno a un campionamento di E2-E4 di Manuel Göttsching ed è accompagnato da una voce femminile sensuale. L'uccello di cui si sente il canto all'interno del brano è una strolaga. Oggi considerato un classico della house di matrice italiana oltre che di un certo filone "balearico", Sueño Latino ebbe successo tanto nei club di Ibiza quanto nel contesto rave e raggiunse la posizione numero 47 della classifica inglese. La traccia verrà anche remixata da Derrick May, Carl Craig e i Bushwacka.
Nel 1990, Gemolotto e Collino scrissero Ultimo Imperio con gli Atahualpa.
Negli anni novanta, i Sueño Latino pubblicarono altri singoli destinati però a passare inosservati.

## Formazione
- Andrea Gemolotto – produzione
- Claudio Collino  – produzione
- Davide Rizzatti – produzione
- Riccardo Persi – produzione
- Massimino Lippoli – produzione
- Angelino Albanese - produzione

## Discografia

### Singoli
- 1989 – Luxuria
- 1989 – Sueño Latino
- 1991 – La puerta del sol
- 1996 – Viciosa (con Valeria Vix)
- 1996 – Noche Diva (con Valeria Vix)
- 1997 – Sueño Latino 97
- 1997 – El Tigre (con Valeria Vix)